# Little Miss Bountiful
Little Miss Bountiful è un cortometraggio muto del 1914 diretto da Walter C. Bellows.

## Produzione
Il film fu prodotto dalla Selig Polyscope Company.

## Distribuzione
Distribuito dalla General Film Company, il film - un cortometraggio in una bobina - uscì nelle sale cinematografiche statunitensi il 30 aprile 1914.